# Karl Stamm

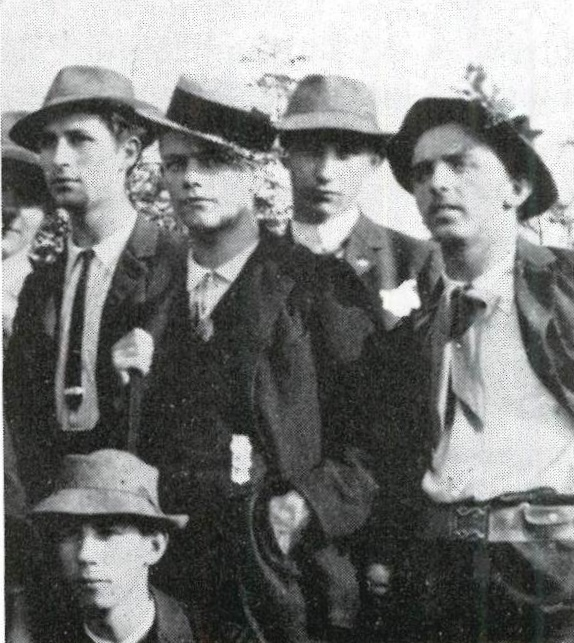
Karl Stamm, 2. von links, auf einem Schulausflug während seiner Zeit am Lehrerseminar in Küsnacht. Links sein späterer Freund Eduard Gubler

Karl Stamm (* 29. März 1890 in Wädenswil, Kanton Zürich; † 21. März 1919 in Zürich) war ein Schweizer Dichter.

## Leben
Karl Stamm kam als sechstes von neun Kindern am Hoffnungsweg 7 in Wädenswil zur Welt. Sein Vater stammte aus Schaffhausen und betrieb einen Geschirrladen. Als Karl in die Schule kam, starb seine Mutter, ein Jahr darauf Karls Lieblingsbruder.
Diese Todesfälle überschatteten Karls Kindheit und fanden später Niederschlag in seinen Werken. Schon früh zeigte sich Stamms zeichnerische und literarischer Begabung. Ab 1906 absolvierte er eine Lehrerausbildung am Lehrerseminar in Küsnacht, wo er  den späteren Maler Eduard Gubler kennenlernte. Von 1910 bis 1914 war er als Primarlehrer in Lipperschwändi bei Bauma tätig und ab 1914 in Zürich.
Nach dem Ausbruch des Ersten Weltkrieges wurde Stamm als Soldat zum Aktivdienst an der Schweizer Landesgrenze eingezogen. Seine anfängliche patriotische Begeisterung wich später tiefer Anteilnahme am Leid der kriegführenden Parteien. Nachdem er einen Nervenzusammenbruch erlitten und längere Zeit im Krankenhaus verbracht hatte, wurde Stamm 1917 aus dem Militärdienst entlassen. Er starb 1919 an der Spanischen Grippe.
Karl Stamms literarisches Werk besteht praktisch nur aus Lyrik. Seine früheren Gedichte haben noch vorwiegend epigonalen und konventionellen Charakter, viele der späteren sind vom expressionistischen Menschheits-Pathos beeinflusst.

## Werke
- Das Hohelied. Lyrische Dichtungen. Orell Füssli, Zürich 1913
- Aus dem Tornister (zusammen mit Marcel Brom und Paul H. Burkhard). Orell Füssli, Zürich 1915
- Die Kinder im Schlaraffenland. Verse zu Aquarellen von Hans Witzig. Stehli, Zürich 1917
- Der Aufbruch des Herzens. Gedichte. Rascher, Zürich 1919
- Dichtungen. Gesamtausgabe, mit einem biographischen Nachwort hrsg. von Eduard Gubler. 2 Bände. Rascher, Zürich 1920
- Briefe von Karl Stamm. Gesammelt und eingeleitet von Eduard Gubler. Rascher, Zürich 1931